# دوست‌دختر نصفه‌نیمه
دوست‌دختر نصفه نیمه (به هندی: Half Girlfriend) فیلمی محصول سال ۲۰۱۷ و به کارگردانی موهیت سوری است. در این فیلم بازیگرانی همچون آرجون کاپور، شرادها کاپور، سیما بیسواس، ریا چاکرابورتی و ویکرانت مسی ایفای نقش کرده‌اند.